# 백수남초등학교
백수남초등학교는 대한민국 전라남도 영광군에 있었던 공립 초등학교이다.

## 학교 연혁
- 1949. 11. 15 백수남국민학교로 개교
- 1981. 03. 01 병설유치원 개원
- 1996. 03. 01 백수남초등학교로 개칭
- 2012. 09. 01 노택현 교장 부임(제25대)
- 2014. 02. 18 제63회 졸업(4,406명)
- 2015. 02. 13 백수남초등학교 제64회 졸업(4416명)
- 2015. 03. 01 김경순 교장 부임(제26대)
- 2016. 02. 29 폐교